# Municipis del Japó
El Japó té tres nivells de govern: estatal, prefectural, i municipal. L'estat està dividit en 47 prefectures. Cada prefectura consisteix en nombrosos municipis. Hi ha quatre tipus de municipis al Japó: ciutats, viles, pobles i ku especials (el ku de Tòquio). En japonès, aquest sistema és conegut com a shichosonku (市町村区).

## Municipis bàsics
Ciutats (市 shi, i els ku especials 特別区 tokubetsu-ku), viles (町, pronunciat també chō o machi), i pobles (村, pronounciat tant son com mura) són els municipis bàsics.
Shi i tokubetsu-ku, chō i machi, son i mura són sinònims, la diferència només resideix en la pronunciació de lectura. En la llengua parlada els municipis només són anomenats pel seu nom, sense el sufix, llevats d'algunes excepcions com Shinshu-shinmachi i Shinmachi, tots dos en la Prefectura Nagano.
L'estatus d'un municipi, si és poble, vila o ciutat és decidit pel govern de la prefectura. Generalment, un poble pot ser recategoritzada com a ciutat quan la població supera els 50.000 habitants i a la inversa, una ciutat pot ser recategoritzada (tot i no haver-hi obligatorietat) a vila o poble quan la seva població davalli per sota d'aquesta xifra. La ciutat amb menys població és Utashinai, amb només sis mils habitants quan Otofuke, una vila de la mateixa prefectura té prop de 40.000 habitants.
Una shi pot tenir diverses subdivisions administratives conegudes com a ku (区). Aquestes entitats, emperò no són municipis. L'única excepció és el cas de Tòquio que tenen característiques especials.
Seguidament hi ha les ciutats més grans:
- Fukuoka, la més poblada de la regió de Kyushu.
- Hiroshima, la ciutat manufacturera de Chugoku regió de Honshu
- Kobe, un port important del Mar Interior, ubicada al centre de Honshu a prop d'Osaka.
- Kitakyushu, una ciutat de més d'un milió d'habitants a Kyushu.
- Kyoto, la capital del país.
- Nagasaki, un port de l'illa de Kyushu
- Nagoya, centre de la indústria automobilística
- Osaka, una vasta ciutat manufacturera a la costa del Mar Interior de Honshu
- Sapporo, la ciutat més gran de Hokkaido
- Sendai, el principal centre del nord-est de Honshu
- Yokohama, una ciutat portuària del sud de Tokyo

Cal destacar que Tokyo no és realment una ciutat. La Prefectura de Tokyo comprèn 23 special ku, cada un dels quals es podria considerar una ciutat per si mateixa.
Vegeu Llista de ciutats del Japó per a una llista completa.
Totes les grans ciutats són senyalades per ordenança governamental.